# وزارة محمد نجيب الثانية
وزارة الرئيس محمد نجيب الثانية هي الوزارة الثانية والسبعون في تاريخ مصر وتشكلت في 18 يونيو 1953. وهي الوزارة التي تشكلت في أعقاب الإعلان الدستوري الصادر عن مجلس قيادة الثورة بإعلان الجمهورية.:29:30

## أعضاء الحكومة
| الوزارة                               | الوزير            |
| ------------------------------------- | ----------------- |
| رئيس مجلس الوزراء                     | محمد نجيب         |
| نائب رئيس مجلس الوزراء ووزير الداخلية | جمال عبد الناصر   |
| الحربية والبحرية                      | عبد اللطيف بغدادي |
| الخارجية                              | محمود فوزي        |
| المالية والاقتصاد                     | عبد الجليل العمري |
| الصحة العمومية                        | نور الدين طراف    |
| العدل                                 | أحمد حسني         |
| المعارف                               | إسماعيل القباني   |
| الأوقاف                               | أحمد حسن الباقوري |
| التجارة والصناعة                      | حلمي بهجت بدوي    |
| الشئون البلدية والقروية               | وليم سليم حنا     |
| الشئون الاجتماعية                     | عباس مصطفى عمار   |
| الزراعة                               | عبد الرازق صدقي   |
| الإرشاد القومي والدولة لشئون السودان  | صلاح سالم         |
| الدولة                                | فتحي رضوان        |

## تعديلات
- في 19 يونيو 1953 ندب كل من:
  - فتحي رضوان: تولي أعمال وزارة الأشغال العمومية
  - محمد حلمي بهجت: لتولي أعمال وزارة التموين
  - وليم سليم حنا: لتولي أعمال وزارة المواصلات
- في 13 يوليو 1953 عين كل من:
  - أحمد عبده الشرباصي: وزيراً للأشغال العمومية
- في 6 أكتوبر 1953 عدل تشكيل الوزارة بحيث أصبح:
  - جمال عبد الناصر: نائب لرئيس الوزراء
  - جمال سالم: وزيراً للمواصلات
  - زكريا محيي الدين: وزيراً للداخلية
- في 3 يناير 1954:
  - قبلت استقالة إسماعيل القباني من وزارة المعارف العمومية
  - عين عباس مصطفى عمار: وزيراً للمعارف العمومية
  - كمال الدين حسين: وزيراً للشئون الاجتماعية
- في 8 فبراير 1954:
  - رفضت استقالة محمد حلمي بهجت وزير التجارة والصناعة وعين وزيرا للدولة للشئون السياسية
  - عين حسن أحمد بغدادي وزيراً للتموين والتجارة والصناعة